# Шелдон-Пойнт (аэропорт)
Аэропорт Шелдон-Пойнт (англ. Sheldon Point Airport), (ИАТА: SXP, FAA LID: SXP) — государственный гражданский аэропорт, расположенный в населённом пункте Нунам-Икуа (Аляска), США. Аэропорт получил своё имя по прежнему названию населённого пункта Шелдон-Пойнт, который был переименован в Нунам-Икуа в 1999 году.

## Операционная деятельность
Аэропорт Шелдон-Пойнт занимает площадь в 49 гектар, расположен на высоте 4 метров над уровнем моря и эксплуатирует три взлётно-посадочные полосы, две из которых предназначены для приёма гидросамолётов:
- 1/19 размерами 919 х 18 метров с гравийным покрытием;
- 9W/27W размерами 4572 х 610 метров, для гидросамолётов;
- 18W/36W размерами 4572 х 610 метров, для гидросамолётов.